# 付知峡倉屋温泉おんぽいの湯
付知峡倉屋温泉おんぽいの湯（つけちきょうくらやおんせん おんぽいのゆ）は、岐阜県中津川市付知にある日帰り温泉施設。

## 歴史
2002年（平成14年）12月、恵那郡付知町はふるさと創生一億円事業で温泉を開削し、2003年（平成15年）には地元民向けの温泉スタンドが開設された。2005年（平成17年）2月13日には付知町が中津川市に編入されたことで温泉は中津川市に引き継がれ、4月に付知峡倉屋温泉おんぽいの湯が開業した。

### 名称の由来
付知を含む裏木曽地域は良質の材木の産地として知られる。「木曽五木」といわれるヒノキ・サワラ・ネズコ・アスナロ・コウヤマキ等の建築材を生産している。
1924年（大正13年）に木曽川に大井ダムが建設され、河川交通による材木輸送ができなくなるまで、山林から付知川と木曽川を経由して八百津町の錦織まで材木を流していた。寒い冬の河原での作業は日傭（作業者）にとって大変な作業であったが、「おんぽいェー おんぽいェー」 とかけ声をかけながらトビ（竿の先に鉄の尖った切っ掛けが付いた道具）を使い、下流へと流していた。付知町出身の熊谷守一も日傭に従事していたことがあった。「おんぽいの湯」という名称は作業者の掛け声に由来する。

## 効能
- 浴用の適応症：一般的適応症… 神経痛、 筋肉痛、 関節痛、 五十肩、運動麻痺、関節のこわばり、うちみ、くじき、感性消化器病、 痔疾、 冷え性、病後回復期、疲労回復、健康増進
- 浴用の禁忌性：一般的禁忌性… 急性疾患（特に熱のある場合）、活動性の 結核、悪性腫瘍、重い 心臓病、 呼吸不全、 肝不全、出血性疾患、高度の貧血、妊娠中（特に初期と末期）、その他一般に病勢進行中の疾患
- 飲用：不可

## 施設内容
- 岩風呂掛け流し二段浴
- さわら風呂
- 桧内風呂
- フィンランドサウナ
- ベンチ浴
- 冷水浴
- 桧風呂掛け流し二段浴
- 陶器風呂・こうやまき風呂
- 黒御影内風呂
- ロッキーサウナ
- 福祉風呂

温泉には一切水を加えておらず掛け流しであるが、入浴に適した温度を保つため加温は行っている。 

## アクセス
車
- 中央自動車道中津川ICから国道19号を塩尻・松本方面に向かい、国道257号（国道256号と重複部分あり）に入って下呂・高山方面へ約30分。

公共交通機関
- JR中津川駅から北恵那交通バス付知峡倉屋温泉行きで約70分。

## 近隣の観光地
- 付知峡
- 乙女渓谷
- 福岡ローマン渓谷
- 下呂温泉